# Hoornwijk (buitenplaats in Rijswijk)

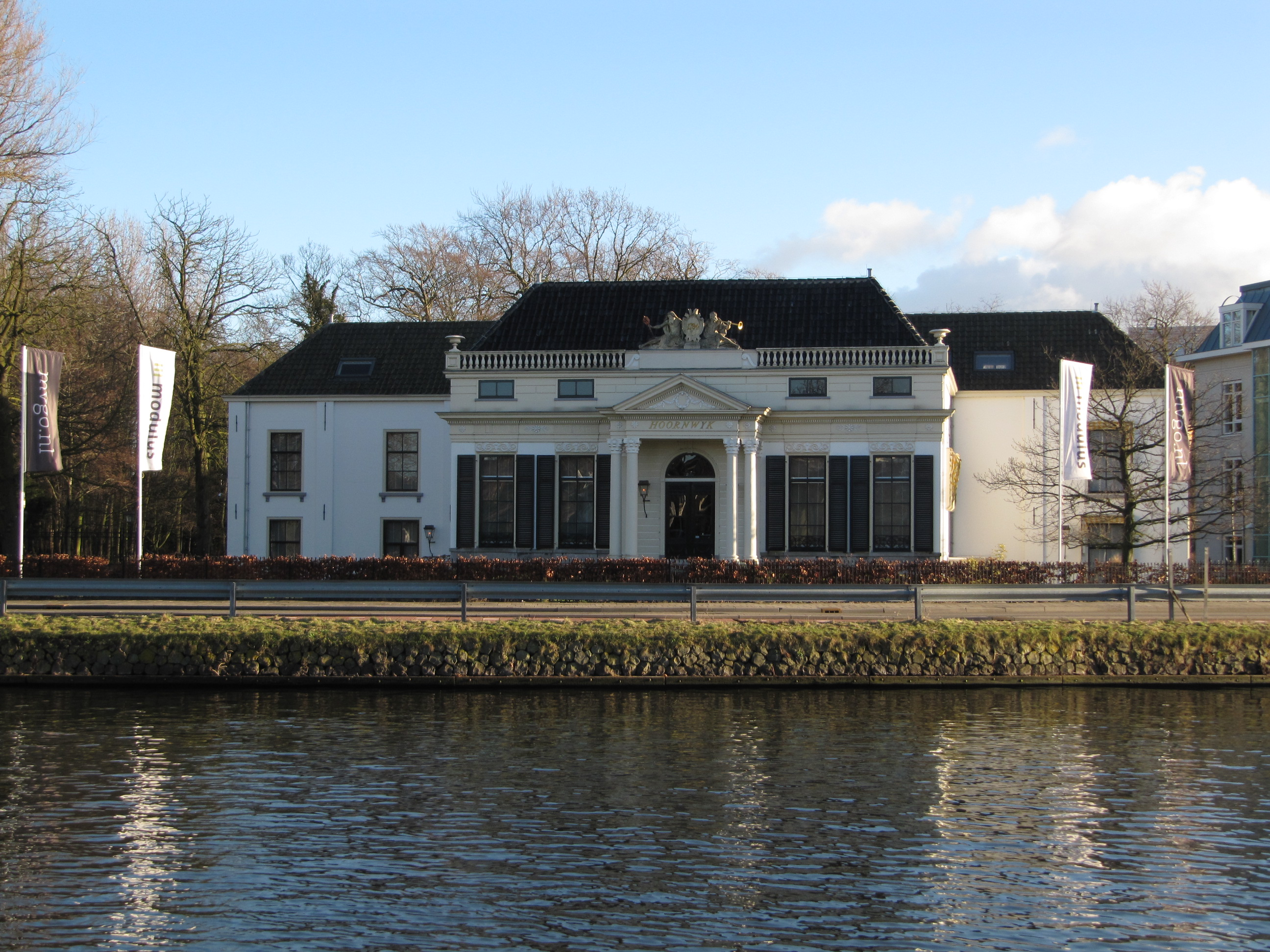
Hoornwijck

Hoornwijck was een buitenplaats in de Nederlandse plaats Rijswijk (provincie Zuid-Holland). 

## Geschiedenis
Gabriël de la Faille kocht in 1707 twee stukken grond en voegde ze samen. Het eerste stuk, 26 morgen met huis aan de Hoornbrug, werd overgenomen uit de nalatenschap van de weduwe Helman, het tweede stukje land van 5 morgen van de weduwe van meester-metselaar Adriaan Rotteveel. Het geslacht Helman was waarschijnlijk al sinds 1642 in het bezit van het land aan de Vliet. In 1712 werd de buitenplaats Hoornwijck al afgebeeld op een kaart van Nicolaus Cruquius. Hoewel Hoornwijck nabij de Hoornbrug ligt, moet de naam ook, of misschien wel alleen verklaard worden uit het feit dat de familie de la Faille uit Hoorn afkomstig was. De twee zijvleugels van het huis, waarvan er nu nog een bestaat, werden vermoedelijk door de zonen van Gabriël de la Faille toegevoegd.
In 1773 kocht Anthonie Nicolaas du Moulin het aanzienlijk verfraaide goed. Hij noemde het buiten echter Molenwijk, wellicht naar zijn achternaam, maar het kan ook zijn dat hij de korenmolen aan de overkant van de Vliet als inspiratie gebruikte. Joan Maritz, hoofd van de Haagse geschutsgieterij, kocht de buitenplaats in 1800 en woonde er tot 1802. Dominee Jacobus Groeneveld kocht vervolgens het buiten, en na diens dood kwam het in het bezit van Johannes Anthonie Pietermaats, oud-schepen van Leiden. Hij veranderde de naam terug in Hoornwijck en woonde er tot 1837. Van 1837 tot 1863 was het in verschillende handen, waarna Leendert van der Klugt uit Poeldijk, later wethouder in Rijswijk, het buiten kocht. De familie Van der Klugt bleef er tot 1934 wonen. In de tussentijd moest voor de verbreding van de Vliet een gedeelte van het voorterrein worden afgestaan.
In de Tweede Wereldoorlog werden de gebouwen gebruikt door de Duitse bezetter, met als gevolg dat de conditie na de oorlog was verslechterd. Na de oorlog werd op het terrein het textielbedrijf van H.P. Beens gevestigd en door verbreding van de Vlietweg en bebouwing van de omliggende terreinen raakte Hoornwijck in het gedrang. Het hoofdgebouw raakte in een vervallen staat en het werd in 1980 door de gemeente Rijswijk opgekocht. In samenwerking met de Rijksdienst voor de Monumentenzorg werd het uiterlijk weer in de oude staat hersteld. De in 1969 gesloopte rechtervleugel werd echter niet herbouwd. Het gehandhaafde wapenschild boven de ingang vertoont het jaartal 1784. Het is daarom niet waarschijnlijk dat dit wapenschild oorspronkelijk van Hoornwijck is, maar dat het van een ander gesloopt herenhuis is. Waarschijnlijk is het in 1888 door Theodorus van der Klugt op de gevel van Hoornwijck gemonteerd.
In 2004 verkocht de gemeente het pand aan Modulus Vastgoedondernemingen, die vervolgens het interieur zo veel mogelijk in de oorspronkelijke staat herstelde. Het huis Hoornwijck is op dit moment een fraai voorbeeld van de vele herenhuizen die Rijswijk ooit bezat.
In 2013 nam OOM Verzekeringen haar intrek in dit pand. Vanaf 19 augustus 2015 is OOM Verzekeringen de eigenaar van Huize Hoornwijck. 

## Naam
In het verleden noemde men in geschriften het huis: Hoornwijck, Hoornwyck of Hoornwyk. De naam Hoornwyk staat op de architraaf boven het toegangsportaal. De gemeente Rijswijk hanteert vaak de naam Hoornwijck.